# Антиконгестанты на основе фенилэфрина
Антиконгестанты на основе фенилэфрина — комбинированные антиконгестанты, которые содержат адреномиметик фенилэфрин (мезатон), действующий как сосудосуживающее средство. В комбинации с ним используются, как правило, другие сосудосуживающие средства либо антигистаминные препараты (блокаторы H1-гистаминовых рецепторов), действующие как противоаллергические средства.
Они применяются как средства против насморка различного происхождения (ринит при простуде, аллергии, хронический ринит), при синуситах, отитах и в некоторых других случаях (например при подготовке к хирургическому вмешательству в области носа и для устранения послеоперационных отёков слизистой оболочки носа и придаточных пазух).
Ранее вместо фенилэфрина в подобных лекарствах использовался псевдоэфедрин, однако его продажа во многих странах была ограничена, так как он может служить прекурсором для изготовления в кустарных условиях наркотика метамфетамина. Для замены псевдоэфедрина в лекарственных средствах, отпускаемых без рецепта, фармацевтические компании стали использовать схожий с ним по фармакологическому действию фенилэфрин (мезатон).

## Препараты
| В комбинации с  | Класс                                                             | Торговые названия | Дополнительная информация                                                               |
| --------------- | ----------------------------------------------------------------- | ----------------- | --------------------------------------------------------------------------------------- |
| Трамазолин      | Альфа-адреномиметик, сосудосуживающее средство                    | Адрианол          | - Не следует применять в течение длительного времени, например, при хроническом рините. |
| Диметинден      | Антигистаминный препарат                                          | Виброцил          |                                                                                         |
| Хлорфенамин     | Антигистаминный препарат                                          | Оринол Плюс       |                                                                                         |
| Фенилтолоксамин | Антигистаминный препарат с седативным и анальгезирующим эффектами | Оринол Плюс       |                                                                                         |
| Карбиноксамин   | Антигистаминный препарат                                          | Ринопронт         |                                                                                         |

## Противопоказания
Учитывая возможное общее сосудосуживающее действие, эти антиконгестанты не рекомендуется применять при беременности и в период лактации.

### Фенилэфрин
Основным побочным действием фенилэфрина является повышение артериального давления, поэтому он не рекомендуется лицам, страдающим гипертонией. Длительное применение может привести к медикаментозному риниту.

## Лекарственное взаимодействие

### Фенилэфрин
Фенилэфрин (как и другие сосудосуживающие средства) противопоказан больным, получающим ингибиторы МАО в данное время или получавшим их в течение двух предыдущих недель. Не следует назначать одновременно препарат с трициклическими антидепрессантами или антигипертензивными препаратами, например, бета-адреноблокаторами.

### Диметинден
Диметинден в сочетании с трициклическими антидепрессантами способен ухудшить состояние больных глаукомой. Кроме того, он усиливает действие алкоголя и некоторых лекарств.

### Хлорфенамин
Хлорфенамин может нарушать метаболизм фенитоина в печени, что приводит к повышению его концентрации в плазме крови. При одновременном применении с препаратами, обладающими антихолинергической активностью, повышается риск развития антихолинергических эффектов. Этанол усиливает седативный эффект хлорфенамина.